# 太阳最红，毛主席最亲
《太陽最紅，毛主席最親》是一首歌頌中國共產黨已故中央委員會主席毛澤東的歌。该歌以中国民族音乐为基调，于1976年毛泽东逝世后创作，词和曲的作者分别为付林和王锡仁，原唱卞小贞。钢琴家理查德·克莱德曼在中国举办个人音乐会“东方情调钢琴音乐会”时，曾专门演奏由《太阳最红，毛主席最亲》改编的钢琴曲。

## 创作背景
1976年9月9日，毛泽东逝世。时年30岁的海政歌舞团创作员付林写下了《太阳最红，毛主席最亲》这首词，然后将歌词交给了曲作者王锡仁。由于唐山大地震发生不久，很多人当时还住在地震棚里。据称“王锡仁却手捧着付林写的歌词，走出了没有电灯的地震棚，冒着余震的危险，来到了空无一人的大楼里谱曲，他打开电灯、铺开稿纸，旋律随着眼泪流淌，音符伴着激情跳盪，第二天早晨，他走出大楼，迎着满天朝霞，向人们捧出了《太阳最红，毛主席最亲》旋律。这首歌的词曲创作只用了一个星期的时间。”

## 演唱者
- 卞小贞[2]
- 徐艺[3]
- 叶矛、廖莎[4]
- 韋唯